# Міколай Козакевич
Миколай Козакевич (пол. Mikołaj Kozakiewicz; 24 грудня 1923, Альбертін, Польща — 22 листопада 1998) — польський державний діяч. Маршалок Сейму Польщі (1989—1991).

## Біографія
У 1950 році закінчив філософський факультет Варшавського університету. У 1963 році захистив докторську дисертацію з соціології, з 1972 року професор. У 1945—1947 роках працював сільським учителем. У 1947 році вступив до Селянської партії, з 1949 році до Об'єднаної селянської партії.
У 1950—1951 роках працював учителем, потім директором середньої школи в Ізбиці-Куявській. У 1951—1955 роках секретар редакції газети «Голос вчителя», у 1956—1970 роках головний редактор журналу «Сучасна країна». У 1967—1970 роках у департаменті досліджень у сфері регіональної промисловості Польської академії наук, потім — у Департаменті соціології сільських районів в Інституті розвитку сільських районів та сільськогосподарських наук, з 1984& року ад'юнкт-професор гуманітарних наук.
У 1970—1974 роках заступник голови правління Товариства розростання світської культури, У 1985—1993 роках посол до Сейму, у1989—1991 роках маршалок Сейму Польщі, на виборах до парламенту Польщі отримав 8 млн голосів.
1988 року один із засновників Польської народно-демократичної партії.
Помер 22 листопада 1998 року, похований на цвинтарі «Військові Повонзки» у Варшаві.